# Zdice (stacja kolejowa)
Zdice – stacja kolejowa w Zdicach, w kraju środkowoczeskim, w Czechach. Jest ważnym węzłem kolejowym. Znajduje się na wysokości 260 m n.p.m.
Jest zarządzana przez Správę železnic. Na stacji istnieje możliwość zakupu biletu i rezerwacji miejsc.

## Linie kolejowe
- 170 Beroun - Plzeň - Cheb
- 200 Zdice - Protivín